# Juvenalia (école de musique)
Pour les articles homonymes, voir Juvenalia.
Juvenalia est une école de musique du quartier de Leppävaara à Espoo en Finlande. 

## Présentation
Juvenalia est fondée en 1977. 
L'école comptait plus de 1 688 élèves au cours de l'année 2017-2018. 
Depuis 1984, Juvenalia organise tous les trois ans des concours nationaux de musique de chambre.
Le siège social de l'école se trouve dans le centre commercial Sello. 
Depuis 2013, le recteur de l'école est Matti Vänttinen.